# Ensete ventricosum
Ensete ventricosum, a falsa-banana ou bananeira-da-abissínia é uma espécie do gênero Ensete e um parente próximo da banana. 
É originária da Etiópia, onde 20 milhões de pessoas o comem como alimento básico.
A planta típica de climas secos é capaz de viver sete anos sem água. Além de atingir a maturação em cinco anos, cresce até 12 metros e tem potencial para se expandir e alimentar 100 milhões de africanos. Apesar de o fruto não ser comestível, os caules e raízes são usados para fazer papas e pão.